# Кампора
Кампора (італ. Campora) — муніципалітет в Італії, у регіоні Кампанія, провінція Салерно.
Кампора розташована на відстані близько 300 км на південний схід від Рима, 110 км на південний схід від Неаполя, 65 км на південний схід від Салерно.
Населення — 443 особи (2014).

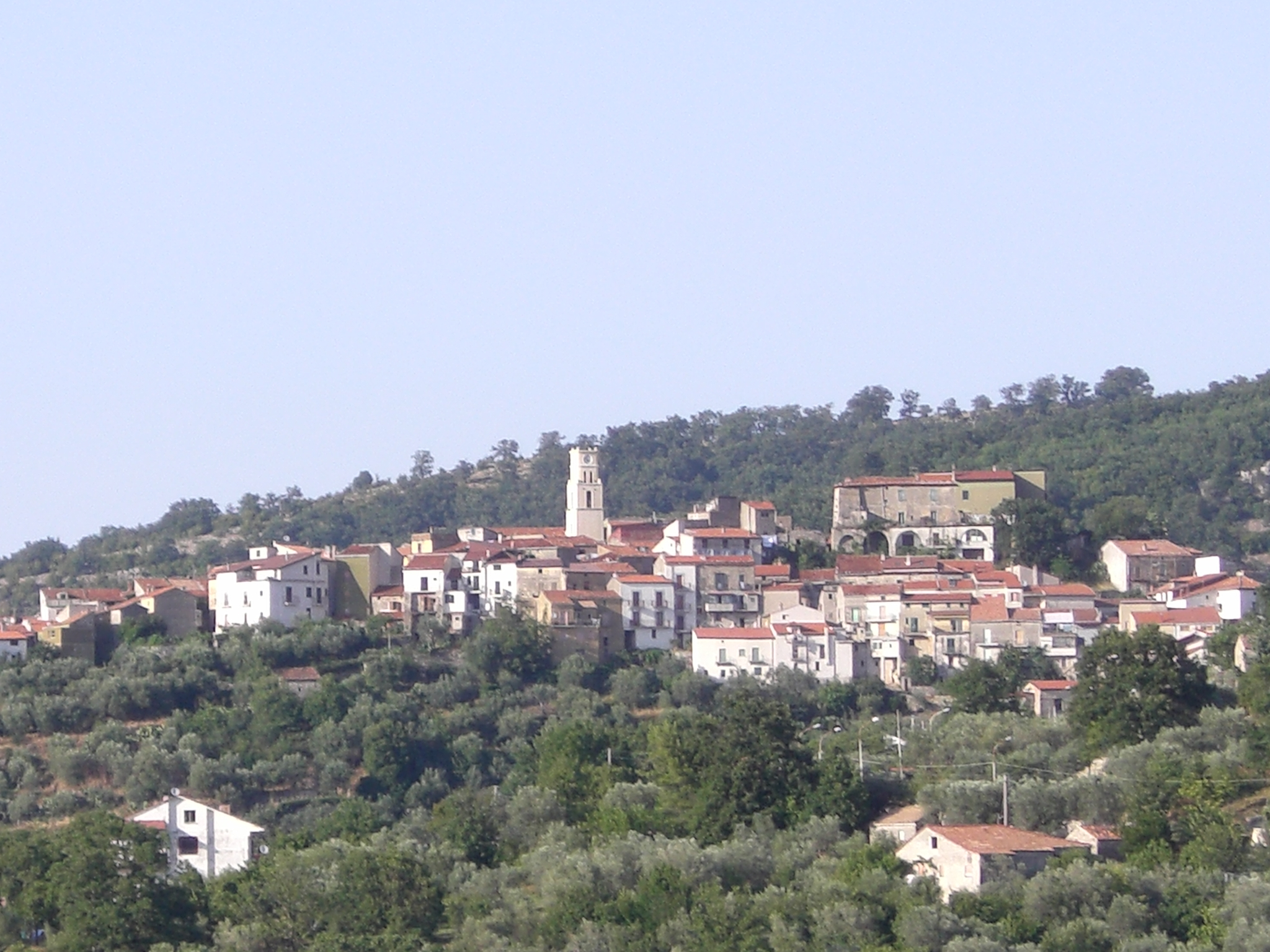

Щорічний фестиваль відбувається 6 грудня. Покровитель — святий Миколай.

## Демографія
Населення за роками:

Станом на 1 січня 2023 року в муніципалітеті офіційно проживало 9 іноземців (громадян Румунії).

## Сусідні муніципалітети
- Канналонга
- Джої
- Лаурино
- Моїо-делла-Чивітелла
- Нові-Велія
- Стіо